# Kathleen Ferrier
Kathleen Mary Ferrier CBE (Higher Walton, 22 de abril de 1912 – Londres, 8 de outubro de 1953) foi uma cantora inglesa de contralto que alcançou uma reputação internacional como artista de palco, concerto e gravação, com um repertório que se estendia desde canções folclóricas e baladas populares até as obras clássicas de Bach, Brahms, Mahler e Elgar. Sua morte por câncer, no auge de sua fama, foi um choque para o mundo da música e especialmente para o público em geral, que foi mantido na ignorância sobre a natureza de sua doença até após sua morte.
Filha de um mestre de escola de uma vila de Lancashire, Ferrier mostrou talento precoce como pianista e ganhou numerosas competições de piano amadoras enquanto trabalhava como telefonista no General Post Office. Ela não começou a cantar seriamente até 1937, quando, após vencer um prestigioso concurso de canto no Festival de Carlisle, começou a receber ofertas de engajamentos profissionais como vocalista. A partir de então, ela fez aulas de canto, primeiro com J. E. Hutchinson e depois com Roy Henderson. Após o início da Segunda Guerra Mundial, Ferrier foi recrutada pelo Council for the Encouragement of Music and the Arts (CEMA), e nos anos seguintes cantou em concertos e recitais por todo o Reino Unido. Em 1942, sua carreira foi impulsionada quando conheceu o maestro Malcolm Sargent, que a recomendou para a influente agência de gerenciamento de concertos Ibbs and Tillett. Ela se tornou uma intérprete regular nos principais locais de Londres e provinciais, e fez numerosas transmissões de rádio pela BBC.
Em 1946, Ferrier estreou no palco, na estreia do Festival de Ópera Glyndebourne da ópera de Benjamin Britten The Rape of Lucretia. Um ano depois, ela fez sua primeira aparição como Orfeo na Orfeo ed Euridice de Christoph Willibald Gluck, uma obra com a qual ela se tornou particularmente associada. Por escolha própria, esses foram seus únicos dois papéis operísticos. Conforme sua reputação crescia, Ferrier estabeleceu relações de trabalho próximas com grandes figuras da música, incluindo Britten, Sir John Barbirolli, Bruno Walter e o pianista acompanhante Gerald Moore. Ela se tornou conhecida internacionalmente por suas três turnês aos Estados Unidos entre 1948 e 1950 e por suas muitas visitas à Europa continental.
Ferrier foi diagnosticada com câncer de mama em março de 1951. Entre períodos de hospitalização e convalescença, ela continuou a se apresentar e gravar; sua última aparição pública foi como Orfeo, na Royal Opera House em fevereiro de 1953, oito meses antes de sua morte. Entre seus muitos memoriais, o Kathleen Ferrier Cancer Research Fund foi lançado em maio de 1954. O Fundo de Bolsas Kathleen Ferrier, administrado pela Royal Philharmonic Society, concede prêmios anuais a jovens cantores profissionais aspirantes desde 1956.

## Infância e adolescência

### Infância

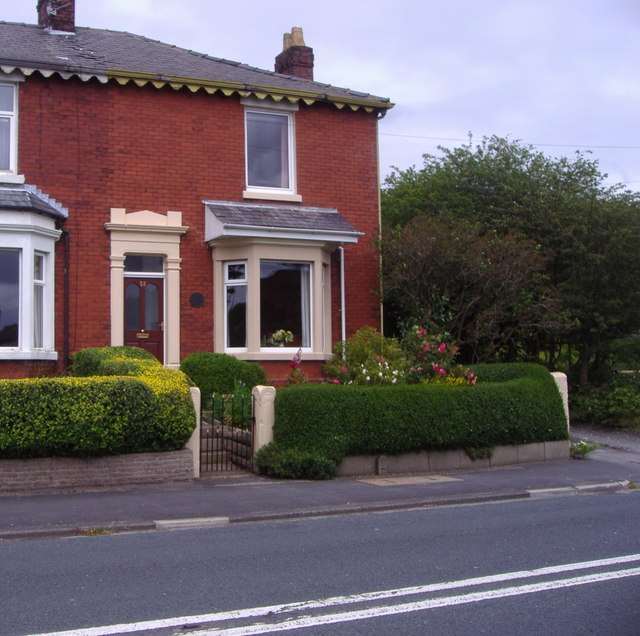
Local de nascimento de Kathleen Ferrier em Higher Walton

A família Ferrier originalmente veio de Pembrokeshire no Sudoeste do País de Gales. O ramo de Lancashire teve origem no século XIX, quando Thomas Ferrier (filho mais novo do Soldado Thomas Ferrier do Regimento de Pembrokeshire) se estabeleceu na área após ser destacado perto de Blackburn durante um período de agitação industrial. Kathleen Ferrier nasceu em 22 de abril de 1912, na vila de Lancashire de Higher Walton, onde seu pai William Ferrier (o quarto filho de Thomas e Elizabeth, nascido Gorton) era o diretor da escola da vila. Embora não tivesse treinamento musical, William era um membro entusiasmado da sociedade operática local e de vários coros, e sua esposa Alice (nascida Murray), com quem se casou em 1900, era uma cantora competente com uma voz de contralto forte. Kathleen era a terceira e mais jovem dos filhos do casal, seguindo uma irmã e um irmão; quando ela tinha dois anos, a família se mudou para Blackburn, depois que William foi nomeado diretor da Escola St. Paul na cidade. Desde jovem, Kathleen mostrou talento como pianista e teve aulas com Frances Walker, uma notável professora de piano do Norte da Inglaterra que havia sido aluna de Tobias Matthay. O talento de Kathleen se desenvolveu rapidamente; em 1924, ela ficou em quarto lugar entre 43 participantes no concurso de piano do Festival de Lytham St Annes, e no ano seguinte, em Lytham, ela conquistou o segundo lugar.

### Telefonista e pianista
Devido à iminente aposentadoria de William e à consequente queda na renda da família, as esperanças de Ferrier de frequentar uma faculdade de música não puderam ser realizadas. Em agosto de 1926, ela deixou a escola para começar a trabalhar como aprendiz na central telefônica da GPO em Blackburn. Ela continuou seus estudos de piano com Frances Walker e, em novembro de 1928, foi a vencedora regional de um concurso nacional para jovens pianistas, organizado pelo Daily Express. Embora sem sucesso nas finais em Londres que se seguiram, Ferrier ganhou um piano vertical Cramer como prêmio.

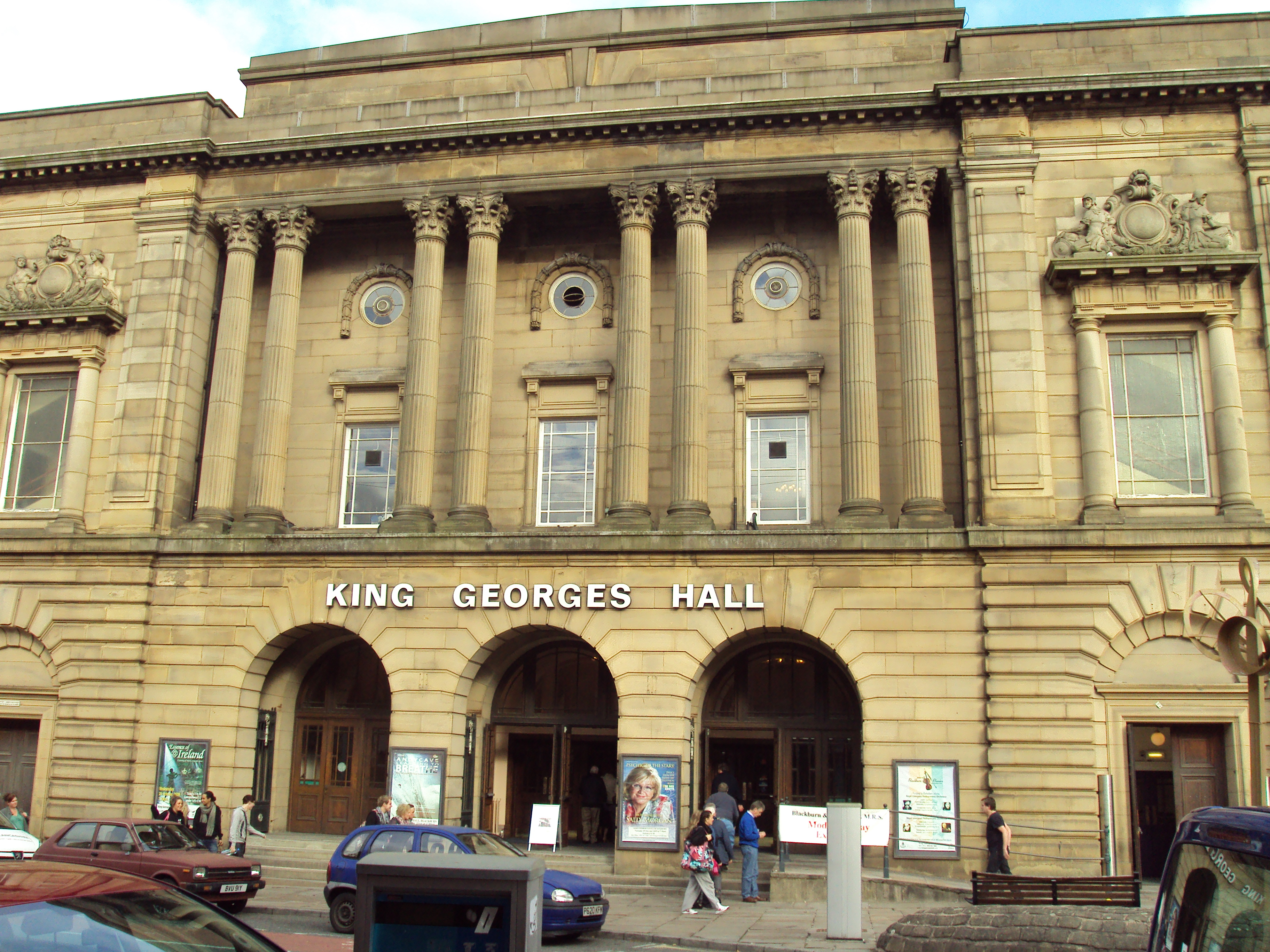
King George's Hall, Blackburn, o local onde Ferrier fez várias aparições jovens como acompanhante em concertos "celebridade"

Em 10 de março de 1929, ela fez uma aparição bem recebida como acompanhante em um concerto no King George's Hall em Blackburn. Após mais sucessos em competições de piano, foi convidada a realizar um breve recital de rádio nos estúdios da Manchester da BBC, e em 3 de julho de 1930 fez sua primeira transmissão, tocando obras de Brahms e Percy Grainger. Por volta dessa época, ela concluiu seu treinamento e se tornou uma telefonista completa.
Em 1931, aos 19 anos, Ferrier passou em seus exames de Licenciatura na Royal Academy of Music. Naquele ano, ela começou a ter aulas de canto ocasionalmente e, em dezembro, cantou um pequeno papel de contralto em uma performance de igreja do oratório Elijah de Felix Mendelssohn. No entanto, sua voz não foi considerada excepcional; sua vida musical girava em torno do piano e de concertos locais, no King George's Hall e em outros lugares. No início de 1934, foi transferida para a central telefônica de Blackpool e alugou um quarto nas proximidades, para ficar perto de seu novo namorado, um funcionário de banco chamado Albert Wilson. Enquanto estava em Blackpool, ela fez uma audição para o novo serviço de "relógio falante" que a GPO estava preparando para introduzir. Em sua excitação, Ferrier inseriu um aspirado extra em sua audição e não foi escolhida para a seleção final em Londres. Sua decisão em 1935 de se casar com Wilson significou o fim de seu emprego na central telefônica, pois na época a GPO não empregava mulheres casadas. Sobre a carreira de Ferrier até este ponto, o biógrafo de música Humphrey Burton escreveu: "Por mais de uma década, quando ela deveria estar estudando música com os melhores professores, aprendendo literatura inglesa e línguas estrangeiras, adquirindo habilidades teatrais e de movimento e viajando regularmente para Londres para ver ópera, a Srta. Ferrier estava na verdade atendendo ao telefone, se casando com um gerente de banco e ganhando competições sem importância por sua habilidade de tocar piano."

### Casamento
Ferrier conheceu Albert Wilson em 1933, provavelmente através da dança, que ambos amavam. Quando ela anunciou que iriam se casar, sua família e amigos tiveram fortes reservas, sob o argumento de que ela era jovem e inexperiente, e que ela e Wilson tinham poucos interesses sérios em comum. No entanto, o casamento aconteceu em 19 de novembro de 1935. Pouco depois, o casal se mudou para Silloth, uma pequena cidade portuária em Cumberland, onde Wilson havia sido nomeado gerente da agência de seu banco. O casamento não foi bem-sucedido; a lua de mel revelou problemas de incompatibilidade sexual, e a união permaneceu não consumada. As aparências externas foram mantidas por alguns anos, até que a partida de Wilson para o serviço militar em 1940 efetivamente encerrou o casamento. O casal se divorciou em 1947, embora tenham permanecido em bons termos. Wilson posteriormente se casou com uma amiga de Ferrier, Wyn Hetherington; ele morreu em 1969.

## Início da carreira de cantora
Em 1937, Ferrier participou da competição de piano aberta do Festival de Carlisle e, como resultado de uma pequena aposta com seu marido, também se inscreveu para o concurso de canto. Ela facilmente ganhou o troféu de piano; nas finais de canto, ela cantou To Daisies de Roger Quilter, uma performance que lhe rendeu o principal prêmio vocal do festival. Para marcar seu duplo triunfo em piano e voz, Ferrier recebeu uma taça de rosas especial como campeã do festival.

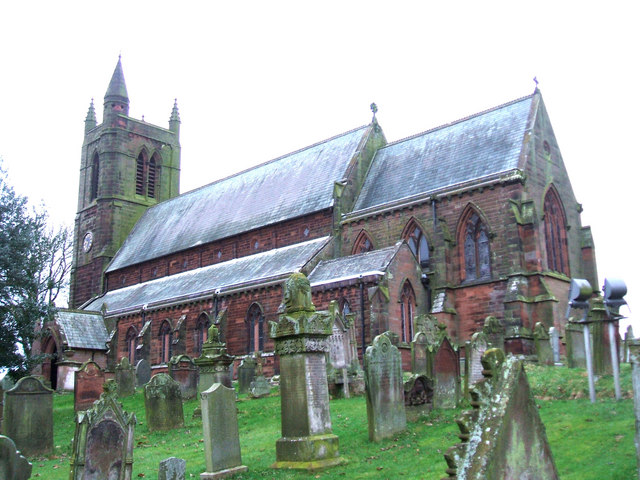
St. Kentigern's Church em Aspatria, Cumbria, local da primeira apresentação profissional de canto de Ferrier em 1937

Após suas vitórias em Carlisle, Ferrier começou a receber ofertas de engajamentos para cantar. Sua primeira aparição como vocalista profissional, no outono de 1937, foi em uma celebração do festival da colheita na igreja da vila de Aspatria. Ela recebeu uma Libra. Após vencer o troféu de ouro no Festival de Workington de 1938, Ferrier cantou "Ma Curly-Headed Babby" em um concerto no Workington Opera House. Cecil McGivern, produtor de um programa de variedades de rádio da BBC Northern, estava na plateia e ficou suficientemente impressionado para contratá-la para a próxima edição de seu programa, que foi transmitido de Newcastle em 23 de fevereiro de 1939. Esta transmissão — sua primeira como vocalista — atraiu muita atenção e levou a mais trabalhos de rádio, embora para Ferrier o evento tenha sido ofuscado pela morte de sua mãe no início de fevereiro. No Festival de Carlisle de 1939, Ferrier cantou a música de Richard Strauss Dia de Todas as Almas, uma performance que impressionou particularmente um dos juízes, J. E. Hutchinson, um professor de música com considerável reputação. Ferrier se tornou sua aluna e, sob sua orientação, começou a ampliar seu repertório para incluir obras de Bach, Handel, Brahms e Elgar.
Quando Albert Wilson se juntou ao exército em 1940, Ferrier voltou ao seu nome de solteira, pois até então havia cantado como 'Kathleen Wilson'. Em dezembro de 1940, ela apareceu pela primeira vez profissionalmente como 'Kathleen Ferrier' em uma performance do Messias de Handel, sob a direção de Hutchinson. No início de 1941, ela fez uma audição bem-sucedida como cantora no Council for the Encouragement of the Arts (CEMA), que fornecia concertos e outros entretenimentos para campos militares, fábricas e outros locais de trabalho. Dentro desta organização, Ferrier começou a trabalhar com artistas de reputação internacional; em dezembro de 1941, ela cantou com a Orquestra Hallé em uma performance do Messias junto com Isobel Baillie, a distinta soprano. No entanto, sua solicitação para uma audição com o chefe de música da BBC em Manchester foi recusada. Ferrier teve melhor sorte quando foi apresentada a Malcolm Sargent depois de um concerto da Hallé em Blackpool. Sargent concordou em ouvi-la cantar e, posteriormente, a recomendou para Ibbs and Tillett, a agência de gerenciamento de concertos sediada em Londres. John Tillett a aceitou como cliente sem hesitação, após o que, seguindo o conselho de Sargent, Ferrier decidiu se basear em Londres. Em 24 de dezembro de 1942, ela se mudou com sua irmã Winifred para um apartamento em Frognal Mansions, Hampstead.

## Estrelato

### Crescente reputação
Ferrier deu seu primeiro recital em Londres em 28 de dezembro de 1942 na National Gallery, em um concerto realizado durante o almoço por Dame Myra Hess. Embora ela tenha escrito "correu muito bem" em seu diário, Ferrier ficou desapontada com sua performance e concluiu que precisava de mais treinamento vocal. Ela procurou o distinto barítono Roy Henderson, com quem, uma semana antes, havia cantado no Elijah de Mendelssohn. Henderson concordou em ensiná-la e foi seu treinador vocal regular pelo resto de sua vida. Ele mais tarde explicou que o "tom quente e espaçoso" dela era em parte devido ao tamanho da cavidade no fundo de sua garganta: "poderia-se atirar uma maçã de tamanho justo direto para o fundo da garganta sem obstrução". No entanto, essa vantagem física natural por si só não era suficiente para garantir a qualidade de sua voz; isso se devia, segundo Henderson, ao "seu trabalho árduo, arte, sinceridade, personalidade e, acima de tudo, seu caráter".

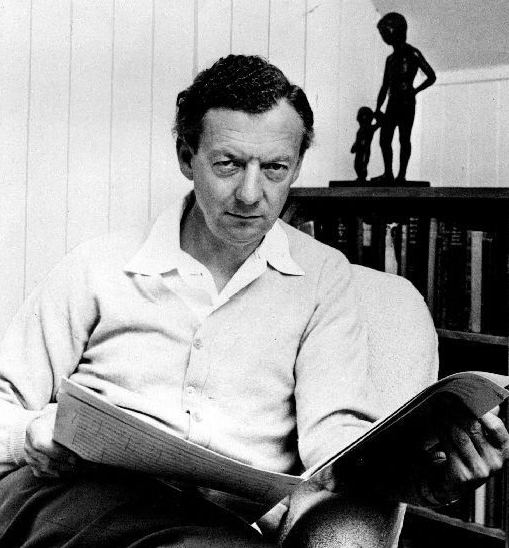
Benjamin Britten em meados dos anos 1960

Em 17 de maio de 1943, Ferrier cantou no Messias de Handel na Abadia de Westminster, ao lado de Isobel Baillie e Peter Pears, com Reginald Jacques regendo. De acordo com o crítico Neville Cardus, foi através da qualidade de sua voz aqui que Ferrier "fez seu primeiro apelo sério aos músicos". Sua performance segura levou a outros compromissos importantes e a trabalhos de transmissão; suas aparições cada vez mais frequentes em programas populares como Forces Favourites e Housewives' Choice logo lhe renderam reconhecimento nacional. Em maio de 1944, nos Abbey Road Studios da EMI, com Gerald Moore como seu acompanhante, ela fez gravações de teste de músicas de Brahms, Gluck e Elgar. Seu primeiro disco publicado, feito em setembro de 1944, foi lançado sob o selo da Columbia; consistia em duas músicas de Maurice Greene, novamente com Moore acompanhando. Seu tempo como artista da Columbia foi breve e infeliz; ela teve relações ruins com seu produtor, Walter Legge, e após alguns meses ela transferiu-se para a Decca.
Nos meses restantes da guerra, Ferrier continuou a viajar pelo país, para cumprir as crescentes demandas por seus serviços de promotores de concertos. Em Leeds, em novembro de 1944, ela cantou o papel do Anjo na obra coral de Elgar The Dream of Gerontius, sua primeira performance em um dos seus papéis mais conhecidos. Em dezembro, ela conheceu John Barbirolli enquanto trabalhava em outra peça de Elgar, Sea Pictures; o maestro mais tarde se tornou um dos seus amigos mais próximos e defensores mais fortes. Em 15 de setembro de 1945, Ferrier estreou nos Proms de Londres, quando cantou L'Air des Adieux da ópera de Tchaikovsky A Dama de Orleans. Embora frequentemente cantasse árias individuais, ópera não era o ponto forte natural de Ferrier; ela não tinha gostado de cantar o papel-título em uma versão de concerto da ópera Carmen de Georges Bizet em Stourbridge em março de 1944, e geralmente evitava compromissos semelhantes. No entanto, Benjamin Britten, que ouvira sua performance de Messias na Abadia de Westminster, a persuadiu a criar o papel de Lucrécia em sua nova ópera The Rape of Lucretia, que abriria o primeiro Festival de Ópera de Glyndebourne do pós-guerra em 1946. Ela dividiria o papel com Nancy Evans. Apesar de suas apreensões iniciais, no início de julho Ferrier estava escrevendo para seu agente que estava "aproveitando [os ensaios] tremendamente e eu acho que é o melhor papel que alguém poderia ter".

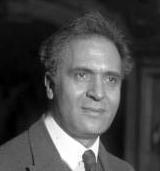
Bruno Walter, o maestro de origem alemã com quem Ferrier trabalhou de perto de 1947 até sua morte

As performances de Ferrier na temporada de Glyndebourne, que começou em 12 de julho de 1946, renderam-lhe críticas favoráveis, embora a ópera em si tenha sido menos bem recebida. Na turnê provincial que se seguiu ao festival, ela não atraiu o público e incorreu em pesadas perdas financeiras.
Em contraste, quando a ópera chegou a Amsterdã, foi recebida calorosamente pelo público holandês, que mostrou entusiasmo particular pela performance de Ferrier. Esta foi a primeira viagem de Ferrier para o exterior, e ela escreveu uma carta animada para sua família: "As casas e janelas mais limpas que vocês já viram, e flores nos campos o tempo todo!" Seguindo seu sucesso como Lucrécia, ela concordou em retornar a Glyndebourne em 1947, para cantar Orfeu na ópera de Gluck Orfeu e Eurídice. Ela frequentemente cantava a ária de Orfeu Che farò ("O que farei") como uma peça de concerto e a havia gravado recentemente com a Decca. Em Glyndebourne, as habilidades limitadas de atuação de Ferrier causaram algumas dificuldades em seu relacionamento com o maestro Fritz Stiedry; no entanto, sua performance na estreia, em 19 de junho de 1947, atraiu elogios calorosos da crítica.
A associação de Ferrier com Glyndebourne rendeu mais frutos quando Rudolf Bing, o gerente geral do festival, a recomendou a Bruno Walter como a solista contralto em uma performance do ciclo de canções sinfônicas de Gustav Mahler Das Lied von der Erde. Isso foi planejado para o Festival Internacional de Edimburgo de 1947. Walter inicialmente estava hesitante em trabalhar com uma cantora relativamente nova, mas após sua audição, seus medos foram dissipados; "Reconheci com deleite que aqui potencialmente estava uma das maiores cantoras de nosso tempo", ele escreveu mais tarde. Das Lied von der Erde naquela época era em grande parte desconhecido na Grã-Bretanha, e alguns críticos o acharam pouco atraente; no entanto, o Edinburgh Evening News achou que era "simplesmente soberbo". Em um esboço biográfico posterior de Ferrier, Lord Harewood descreveu a parceria entre Walter e ela, que durou até a doença final da cantora, como "uma rara combinação de música, voz e temperamento."

### Ápice da carreira, 1948–51

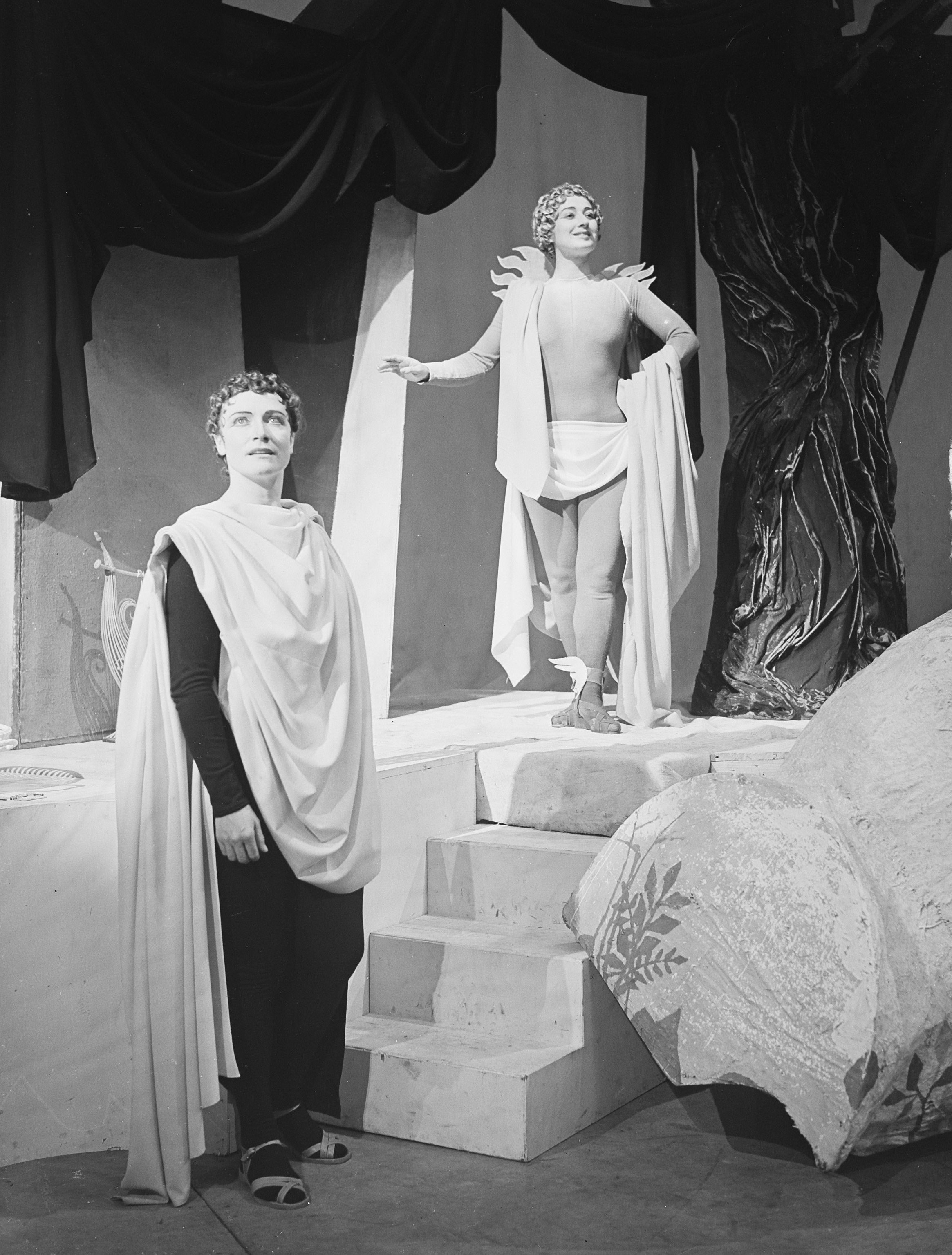
Ferrier em Orfeu & Eurídice (1949)

Em 1º de janeiro de 1948, Ferrier partiu para uma turnê de quatro semanas pela América do Norte, a primeira de três viagens transatlânticas que faria nos próximos três anos. Na cidade de Nova Iorque, ela cantou duas apresentações de Das Lied von der Erde, com Bruno Walter e a Orquestra Filarmônica de Nova Iorque. Alma Mahler, viúva do compositor, estava presente na primeira dessas apresentações, em 15 de janeiro. Em uma carta escrita no dia seguinte, Ferrier disse à sua irmã: "Alguns dos críticos estão entusiasmados, outros não impressionados". Após a segunda apresentação, que foi transmitida de costa a costa, Ferrier deu recitais em Ottawa e Chicago antes de retornar a Nova Iorque e embarcar para casa em 4 de fevereiro.
Durante 1948, em meio a muitos compromissos, Ferrier apresentou a Alto Rhapsody de Brahms nos Proms em agosto e cantou na Missa em Si Menor no Festival de Edimburgo daquele ano. Em 13 de outubro de 1948, ela se juntou a Barbirolli e à Orquestra Hallé em uma performance transmitida dos Kindertotenlieder de Mahler. Ela retornou à Holanda em janeiro de 1949 para uma série de recitais, depois partiu de Southampton em 18 de fevereiro de 1949 para iniciar sua segunda turnê americana. Isso começou em Nova Iorque com uma apresentação de concerto de Orfeo ed Euridice que recebeu elogios uniformes dos críticos de Nova Iorque. Na turnê que se seguiu, seu acompanhante foi Arpád Sándor (1896–1972), que estava sofrendo de uma doença depressiva que afetava gravemente sua performance. Sem saber de seu problema, em cartas para casa, Ferrier repreendeu "este acompanhante abominável" que merecia "um chute nas calças". Quando descobriu que ele estava doente há meses, ela direcionou sua fúria para os promotores da turnê: "Que nervo para me empurrá-lo para mim". Eventualmente, quando Sándor ficou muito doente para se apresentar, Ferrier conseguiu recrutar um pianista canadense, John Newmark, com quem desenvolveu um relacionamento de trabalho caloroso e duradouro.

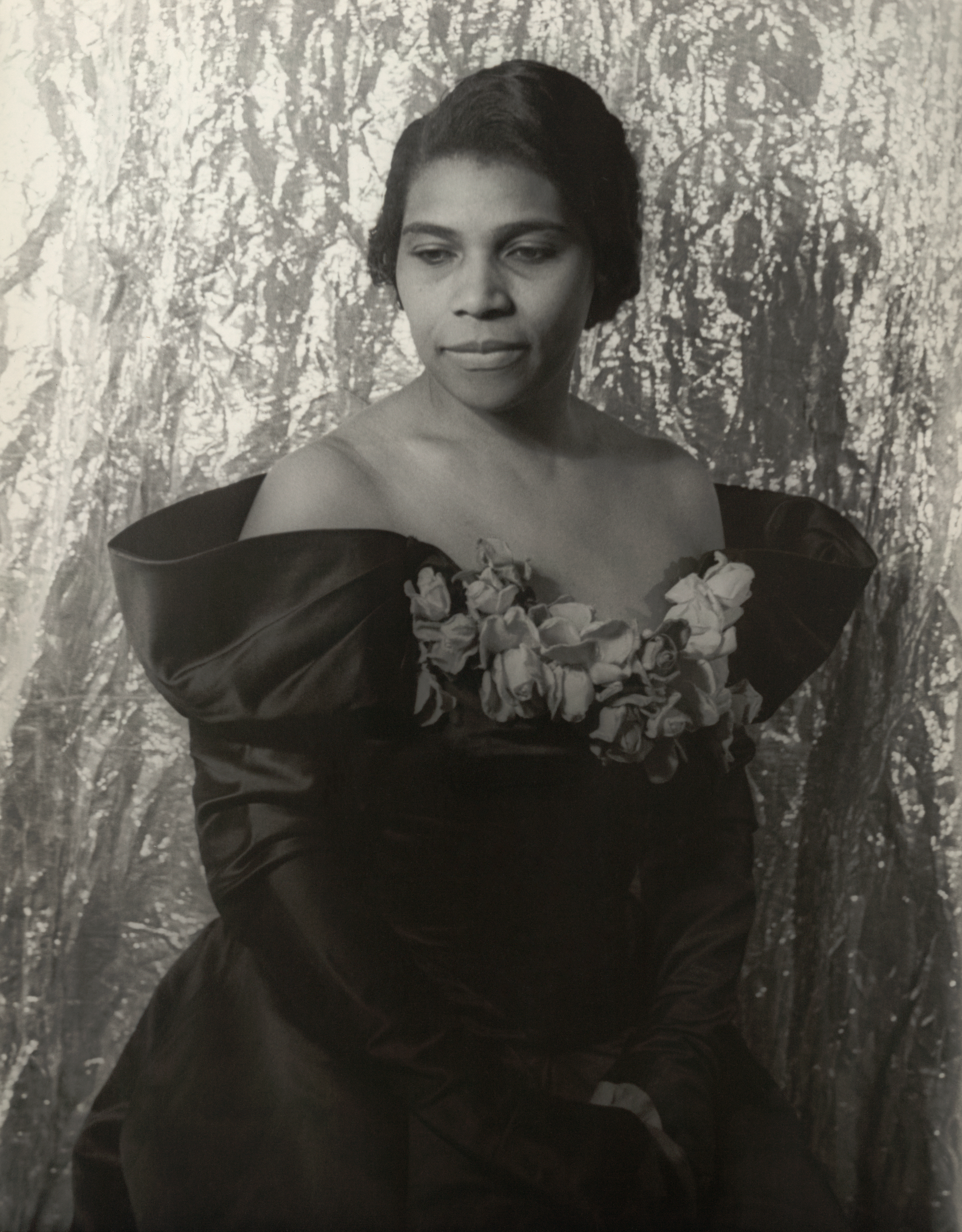
Marian Anderson, que disse sobre Ferrier: "Meu Deus, que voz - e que rosto!"

Pouco depois de retornar para a Grã-Bretanha no início de junho de 1949, Ferrier partiu para Amsterdã, onde, em 14 de julho, ela cantou na estreia mundial da Spring Symphony de Britten, com Eduard van Beinum e a Orquestra Real do Concertgebouw. Britten havia escrito essa obra especificamente para ela. No Festival de Edimburgo em setembro, ela deu dois recitais nos quais Bruno Walter atuou como seu pianista acompanhante. Ferrier sentiu que esses recitais representavam "um ápice para o qual eu tinha estado buscando nos últimos três anos". Uma transmissão de um dos recitais foi lançada em disco muitos anos depois; sobre isso, o crítico Alan Blyth escreveu: "O apoio muito pessoal e positivo de Walter claramente faz Ferrier dar o seu melhor".
Os próximos 18 meses viram uma atividade quase ininterrupta, incluindo várias visitas à Europa continental e uma terceira turnê americana entre dezembro de 1949 e abril de 1950. Essa viagem aos Estados Unidos marcou novos territórios para Ferrier - a Costa Oeste - e incluiu três apresentações em São Francisco de Orfeo ed Euridice, com Pierre Monteux regendo. Nos ensaios, Ferrier conheceu a renomada contralto americana Marian Anderson, que supostamente disse sobre sua colega inglesa: "Meu Deus, que voz - e que rosto!" Na volta para casa de Ferrier, o ritmo agitado continuou, com uma rápida sucessão de concertos em Amsterdã, Londres e Edimburgo, seguida por uma turnê pela Áustria, Suíça e Itália. Em Viena, a soprano Elisabeth Schwarzkopf foi a co-solista de Ferrier em uma performance gravada da Missa em Si Menor, com a Orquestra Sinfônica de Viena regida por Herbert von Karajan. Schwarzkopf posteriormente lembrou a interpretação de Ferrier do Agnus Dei da Massa como o destaque de seu ano.
No início de 1951, enquanto estava em turnê em Roma, Ferrier soube da morte de seu pai aos 83 anos. Embora tenha ficado chateada com essa notícia, decidiu continuar com a turnê; a entrada em seu diário para 30 de janeiro diz: "Meu papai morreu pacificamente depois de uma gripe e um leve derrame". Ela retornou a Londres em 19 de fevereiro e imediatamente começou a ensaiar com Barbirolli e a Hallé uma obra que lhe era nova: Poème de l'amour et de la mer de Ernest Chausson. Isso foi apresentado em Manchester em 28 de fevereiro, com aclamação da crítica. Duas semanas depois, Ferrier descobriu um caroço em seu seio. Mesmo assim, cumpriu vários compromissos na Alemanha, nos Países Baixos e em Glyndebourne antes de consultar seu médico em 24 de março. Após exames no University College Hospital, foi diagnosticado câncer de mama, e uma mastectomia foi realizada em 10 de abril. Todos os compromissos imediatos foram cancelados; entre eles estava uma série planejada de apresentações de The Rape of Lucretia pelo English Opera Group, programada como parte do Festival of Britain de 1951.

## Última fase da carreira

### Fragilidade da saúde

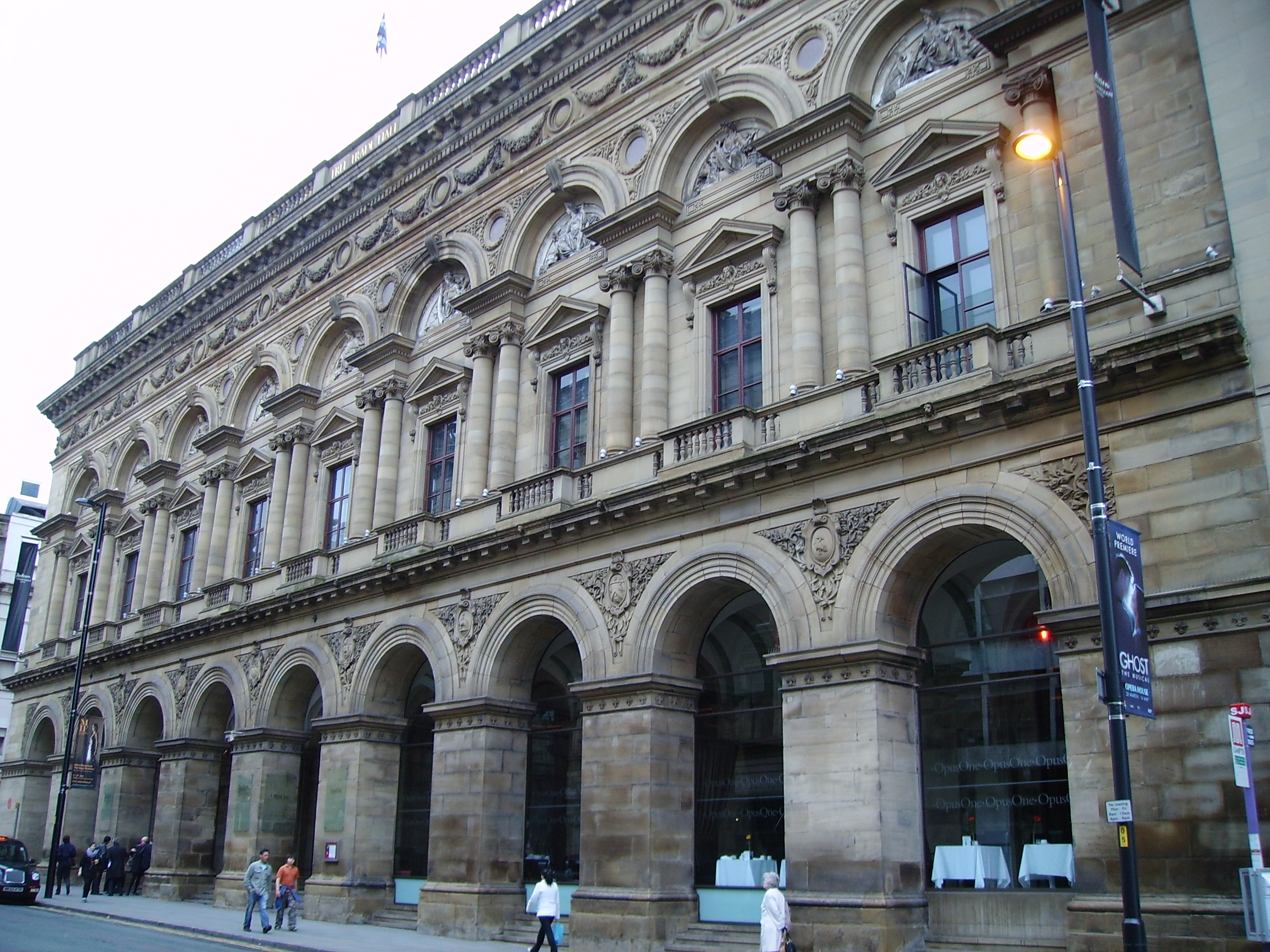
Free Trade Hall de Manchester, onde Ferrier cantou Land of Hope and Glory em sua reabertura após danos causados pela guerra, em 16 de novembro de 1951

Ferrier retomou sua carreira em 19 de junho de 1951, na Missa em si menor na Royal Albert Hall. Em seguida, fez sua visita usual ao Holland Festival, onde fez quatro apresentações de Orfeu e cantou na Segunda Sinfonia de Mahler com Otto Klemperer e a Orquestra Concertgebouw. Durante o verão, sua agenda de concertos foi intercalada com visitas ao hospital; no entanto, ela estava bem o suficiente para cantar no Festival de Edimburgo em setembro, onde fez dois recitais com Walter e cantou o Poème de Chausson com Barbirolli e a Hallé. Em novembro, ela cantou Land of Hope and Glory na reabertura do Free Trade Hall de Manchester, um clímax para a noite que, escreveu Barbirolli, "comoveu a todos, especialmente o maestro, às lágrimas". Depois disso, Ferrier descansou por dois meses enquanto passava por radioterapia; seu único compromisso de trabalho durante dezembro foi uma sessão de gravação de três dias de canções folclóricas nos estúdios da Decca.
Em janeiro de 1952, Ferrier se juntou a Britten e Pears em uma breve série de concertos para arrecadar fundos para o English Opera Group de Britten, incluindo a estreia de Canticle II: Abraham and Isaac de Britten. Escrevendo posteriormente, Britten lembrou essa turnê como "talvez a mais adorável de todas" as suas associações artísticas com Ferrier. Apesar dos problemas de saúde contínuos, ela cantou na Paixão Segundo São Mateus de Bach na Royal Albert Hall em 30 de março, Messias no Free Trade Hall em 13 de abril e Das Lied von der Erde com Barbirolli e a Hallé em 23 e 24 de abril. Em 30 de abril, Ferrier compareceu a uma festa privada na qual a nova rainha, Elizabeth II, e sua irmã, Princesa Margarida, estavam presentes. Em seu diário, Ferrier observa: "A Princesa M cantou - muito bem!". Sua saúde continuou a deteriorar-se; ela se recusou a considerar um curso de injeções de andrógenos, acreditando que esse tratamento destruiria a qualidade de sua voz. Em maio de 1952, ela viajou para Viena para gravar Das Lied e Rückert-Lieder de Mahler com Walter e a Orquestra Filarmônica de Viena; cantora e maestro há muito tempo buscavam preservar sua parceria em disco. Apesar de sofrer consideravelmente, Ferrier completou as sessões de gravação entre 15 e 20 de maio.
Durante o restante de 1952, Ferrier compareceu ao seu sétimo Festival de Edimburgo consecutivo, cantando em apresentações de Das Lied, The Dream of Gerontius, Messias e algumas canções de Brahms. Ela realizou várias sessões de gravação em estúdio, incluindo uma série de árias de Bach e Handel com Sir Adrian Boult e a Orquestra Filarmônica de Londres em outubro. Em novembro, após um recital na Royal Festival Hall, ela ficou angustiada com uma crítica na qual Neville Cardus criticou sua performance por introduzir "apelos vocais extras distraídos" destinados a agradar o público em detrimento das canções. No entanto, ela aceitou seus comentários com bom humor, observando que "... é difícil agradar a todos - por anos tenho sido criticada por ser uma cantora sem cor, monótona". Em dezembro, ela cantou no Messias de Natal da BBC, pela última vez. No dia de Ano Novo de 1953, foi nomeada Comandante da Ordem do Império Britânico (CBE) na Lista de Honras de Ano Novo da Rainha de 1953.

### Apresentações finais, doença e morte
Ao iniciar-se o ano de 1953, Ferrier estava ocupada ensaiando para Orpheus, uma versão em língua inglesa de Orfeo ed Euridice a ser encenada em quatro apresentações na Royal Opera House em fevereiro. Barbirolli havia iniciado esse projeto, com o entusiasmo aprovado de Ferrier, alguns meses antes. Seu único outro compromisso em janeiro foi uma gravação de recital da BBC, na qual ela cantou obras de três compositores ingleses vivos: Howard Ferguson, William Wordsworth e Edmund Rubbra. Durante seu tratamento hospitalar regular, ela discutiu com médicos aconselhamento sobre uma ooforectomia (remoção dos ovários), mas ao saber que o impacto em seu câncer provavelmente seria insignificante e que sua voz poderia ser afetada, ela optou por não fazer a operação.
A primeira performance de Orpheus, em 3 de fevereiro, foi recebida com aprovação crítica unânime. Segundo Barbirolli, Ferrier ficou particularmente satisfeita com o comentário de um crítico de que seus movimentos eram tão graciosos quanto os dos dançarinos no palco. No entanto, ela estava fisicamente enfraquecida devido ao seu prolongado tratamento de radiação; durante a segunda apresentação, três dias depois, seu fêmur esquerdo parcialmente se desintegrou. A rápida ação de outros membros do elenco, que se moveram para apoiá-la, manteve o público na ignorância. Apesar de praticamente imobilizada, Ferrier cantou suas árias restantes e fez suas chamadas ao palco antes de ser transferida para o hospital. Isso acabou sendo sua última aparição pública; as duas apresentações restantes, inicialmente reprogramadas para abril, foram eventualmente canceladas. Ainda assim, o público em geral permaneceu sem saber a natureza da incapacidade de Ferrier; um anúncio no The Guardian afirmava: "Miss Ferrier está sofrendo de uma tensão resultante de artrite que requer tratamento imediato adicional. Foi causada pelo estresse físico envolvido nos ensaios e na performance de seu papel em Orpheus".
Ferrier passou dois meses no University College Hospital. Como resultado, ela perdeu sua investidura de CBE; a fita foi levada até ela no hospital por uma amiga. Enquanto isso, sua irmã encontrou um apartamento térreo para ela em St John's Wood, já que ela não seria mais capaz de negociar as muitas escadas em Frognal Mansions. Ela mudou-se para sua nova casa no início de abril, mas após apenas sete semanas foi forçada a retornar ao hospital, onde, apesar de duas operações adicionais, sua condição continuou a se deteriorar. No início de junho, ela soube que havia recebido a Medalha de Ouro da Royal Philharmonic Society, sendo a primeira vocalista feminina a receber essa honra desde Muriel Foster em 1914. Em uma carta ao secretário da Sociedade, ela escreveu que essa "notícia inacreditável e maravilhosa fez mais do que qualquer outra coisa para me fazer sentir muito melhor". Esta carta, datada de 9 de junho, provavelmente é a última que Ferrier assinou pessoalmente. À medida que ela enfraquecia, ela via apenas sua irmã e alguns amigos muito próximos, e, embora houvesse curtos períodos de alívio, seu declínio era implacável. Ela faleceu no University College Hospital em 8 de outubro de 1953, aos 41 anos; a data para a qual, enquanto ainda esperava se recuperar, ela havia se comprometido a cantar A Mass of Life de Frederick Delius no Leeds Festival de 1953. Ferrier foi cremada poucos dias depois, no Crematório de Golders Green, após um curto serviço privado. Ela deixou uma propriedade no valor de £15.134 (equivalente a £449,551 em 2021), que seu biógrafo Maurice Leonard observa que "não era uma fortuna para uma cantora mundialmente famosa, mesmo pelos padrões da época".

## Avaliação e legado

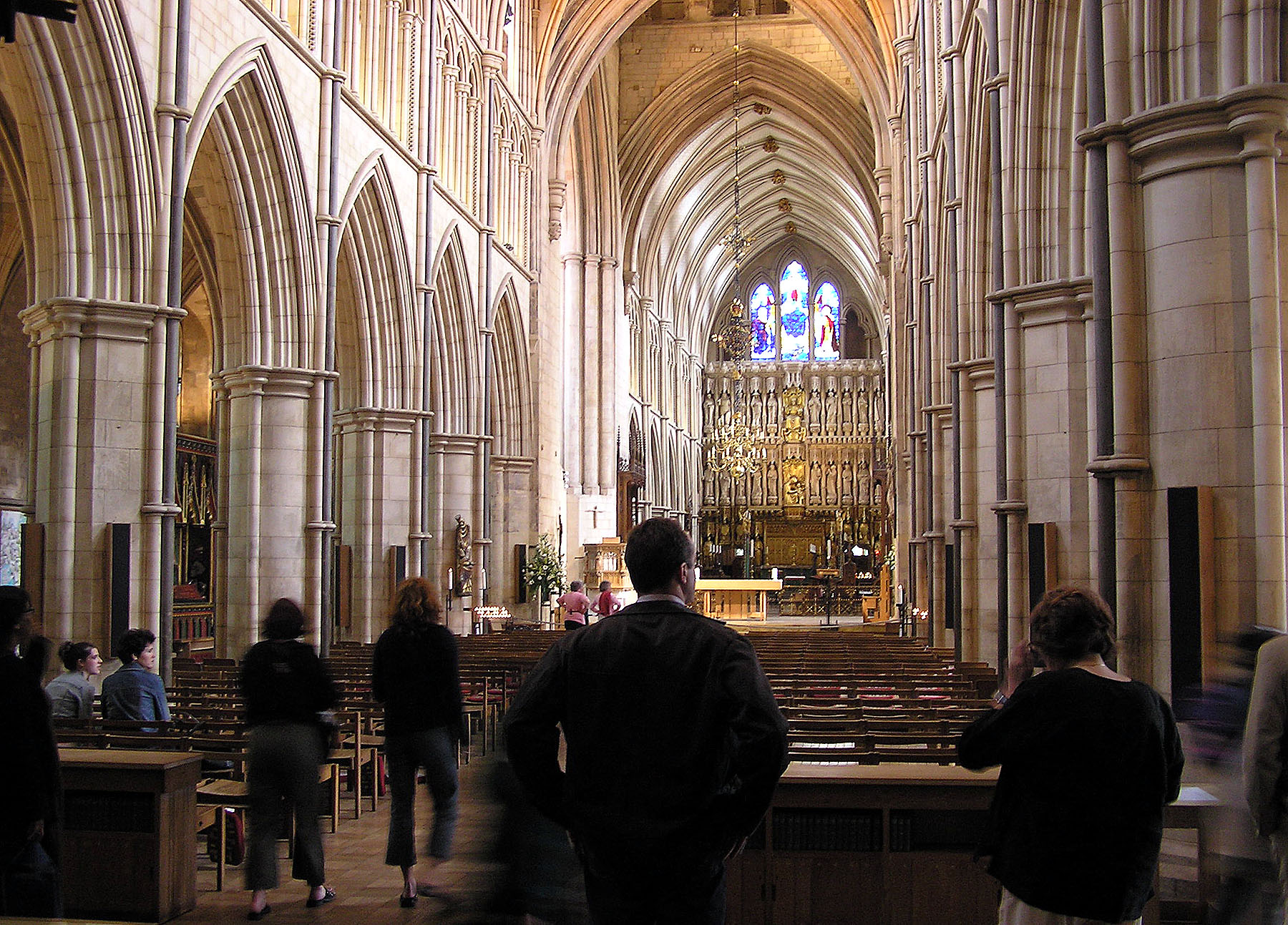
Catedral de Southwark, onde o serviço memorial de Ferrier foi realizado em 14 de novembro de 1953

A notícia da morte de Ferrier foi um choque considerável para o público. Embora alguns círculos musicais soubessem ou suspeitassem da verdade, o mito de que sua ausência do cenário musical era temporária foi preservado. O crítico de ópera Rupert Christiansen, escrevendo quando se aproximava o 50º aniversário da morte de Ferrier, afirmou que "nenhuma cantora neste país jamais foi tão profundamente amada, tanto pela pessoa que era quanto pela voz que emitia". Sua morte, continuou ele, "literalmente desfez a euforia da Coroação" (que ocorreu em 2 de junho de 1953). Ian Jack, editor da Granta, acreditava que ela "poderia muito bem ter sido a mulher mais célebre da Grã-Bretanha depois da Rainha." Entre os muitos tributos de seus colegas, o de Bruno Walter foi destacado pelos biógrafos: "A maior coisa na música em minha vida foi ter conhecido Kathleen Ferrier e Gustav Mahler—nessa ordem." Muito poucos cantores, escreve Lord Harewood, "mereceram uma despedida tão poderosa de um colega tão sênior." Em um serviço memorial na Catedral de Southwark em 14 de novembro de 1953, o Bispo de Croydon, em seu elogio, disse sobre a voz de Ferrier: "Ela parecia trazer para este mundo um brilho de outro mundo."
De tempos em tempos, comentaristas especularam sobre os rumos que a carreira de Ferrier poderia ter tomado se ela tivesse vivido. Em 1951, enquanto se recuperava de sua mastectomia, ela recebeu um convite para cantar o papel de Brangäne na ópera de Wagner, Tristan und Isolde, no Festival de Bayreuth de 1952. Segundo Christiansen, ela teria sido "gloriosa" no papel, e a administração de Bayreuth também a buscava para cantar Erda no O Anel do Nibelungo. Christiansen sugere ainda que, dadas as mudanças de estilo ao longo dos últimos 50 anos, Ferrier poderia ter sido menos bem-sucedida no mundo do século XXI: "Não gostamos de vozes graves, por um lado—contraltos agora soam estranhos e autoritários, e até a maioria das mezzo-sopranos deveria ser mais categorizada como quase-sopranos". No entanto, ela era "uma cantora de, e para, seu tempo — um tempo de luto e cansaço, auto-respeito nacional e uma crença na nobreza humana". Neste contexto, "sua arte permanece íntegra, austera, descomplicada, fundamental e sincera".
Pouco depois da morte de Ferrier, um apelo foi lançado por Barbirolli, Walter, Myra Hess e outros, para estabelecer um fundo de pesquisa sobre o câncer em nome de Ferrier. Doações foram recebidas de todo o mundo. Para divulgar o fundo, foi realizado um concerto especial no Royal Festival Hall em 7 de maio de 1954, no qual Barbirolli e Walter compartilharam as funções de regência sem pagamento. Entre os itens estava uma interpretação do When I am laid in earth de Henry Purcell, que Ferrier frequentemente cantava; nesta ocasião, a parte vocal foi tocada por um corne inglês solo. O Kathleen Ferrier Cancer Research Fund ajudou a estabelecer a Cátedra Kathleen Ferrier de Oncologia Clínica no University College Hospital, em 1984. Desde 2012, ainda estava financiando pesquisas em oncologia.
Como resultado de um apelo separado, ampliado pelos rendimentos das vendas de uma memória editada por Neville Cardus, o Fundo Memorial de Bolsas Kathleen Ferrier foi criado para incentivar jovens cantores britânicos e do Commonwealth de ambos os sexos. O Fundo, que opera desde 1956 sob os auspícios da Royal Philharmonic Society, inicialmente fornecia uma bolsa anual cobrindo o custo de um ano de estudos para um único vencedor. Com o advento de patrocinadores adicionais, o número e o escopo das premiações se expandiram consideravelmente desde então; a lista de vencedores dos Prêmios Ferrier inclui muitos cantores de renome internacional, entre eles Felicity Palmer, Yvonne Kenny, Lesley Garrett e Bryn Terfel. A Sociedade Kathleen Ferrier, fundada em 1993 para promover interesse em todos os aspectos da vida e obra da cantora, desde 1996 concede bolsas de estudo anuais a estudantes dos principais colégios de música britânicos. Em 2012, a Sociedade organizou uma série de eventos para comemorar o centenário do nascimento de Ferrier e, em fevereiro de 2012, Ferrier foi uma das dez personalidades britânicas homenageadas pelo Royal Mail no conjunto de selos "Britons of Distinction". Outro foi Frederick Delius.
Um documentário biográfico, Kathleen Ferrier, também conhecido como La vie et l'art de Kathleen Ferrier – Le chant de la terre foi dirigido por Diane Perelsztejn e produzido pela ARTE France em 2012. Ele apresentava entrevistas com seus parentes próximos, amigos e colegas para produzir uma nova visão de sua vida e contribuições para as artes. A Rua Kathleen Ferrier, em Basildon, Essex, recebeu este nome em sua homenagem.

## Gravações
A discografia de Ferrier consiste em gravações de estúdio originalmente feitas pelos selos Columbia e Decca, e gravações de performances ao vivo que posteriormente foram lançadas como discos. Nos anos desde sua morte, muitas de suas gravações foram relançadas várias vezes em mídias modernas; entre 1992 e 1996, a Decca lançou a Edição Kathleen Ferrier, incorporando grande parte do repertório gravado de Ferrier, em 10 discos compactos. O discógrafo Paul Campion chamou a atenção para numerosas obras que ela interpretou mas não gravou, ou para as quais nenhuma gravação completa surgiu até o momento. Por exemplo, apenas uma ária do Sonho de Gerontius de Elgar, e nenhuma de suas interpretações de canções do século XX por Holst, Bax, Delius e outros foram gravadas. Apenas uma pequena parte de sua Paixão Segundo São João foi capturada em disco.
A gravação da canção folclórica nortumbriana "Blow the Wind Southerly", inicialmente feita pela Decca em 1949, foi reeditada muitas vezes e frequentemente tocada no rádio em programas como Desert Island Discs, Escolha das Donas de Casa e Your Hundred Best Tunes. Outra ária marcante, gravada pela primeira vez em 1944 e em numerosas ocasiões subsequentes, é "What is Life?" (Che farò) de Orfeu e Eurídice. Esses discos venderam em grande número, rivalizando com os de outras estrelas da época, como Frank Sinatra e a Dama Vera Lynn. No início do século XXI, as gravações de Ferrier ainda estavam vendendo centenas de milhares de cópias a cada ano.